# (36997) 2000 TK17
2000 TK17 (asteroide 36997) é um asteroide da cintura principal. Possui uma excentricidade de 0.16687180 e uma inclinação de 14.32790º.
Este asteroide foi descoberto no dia 1 de outubro de 2000 por LINEAR em Socorro.